# Omloop van de Fruitstreek

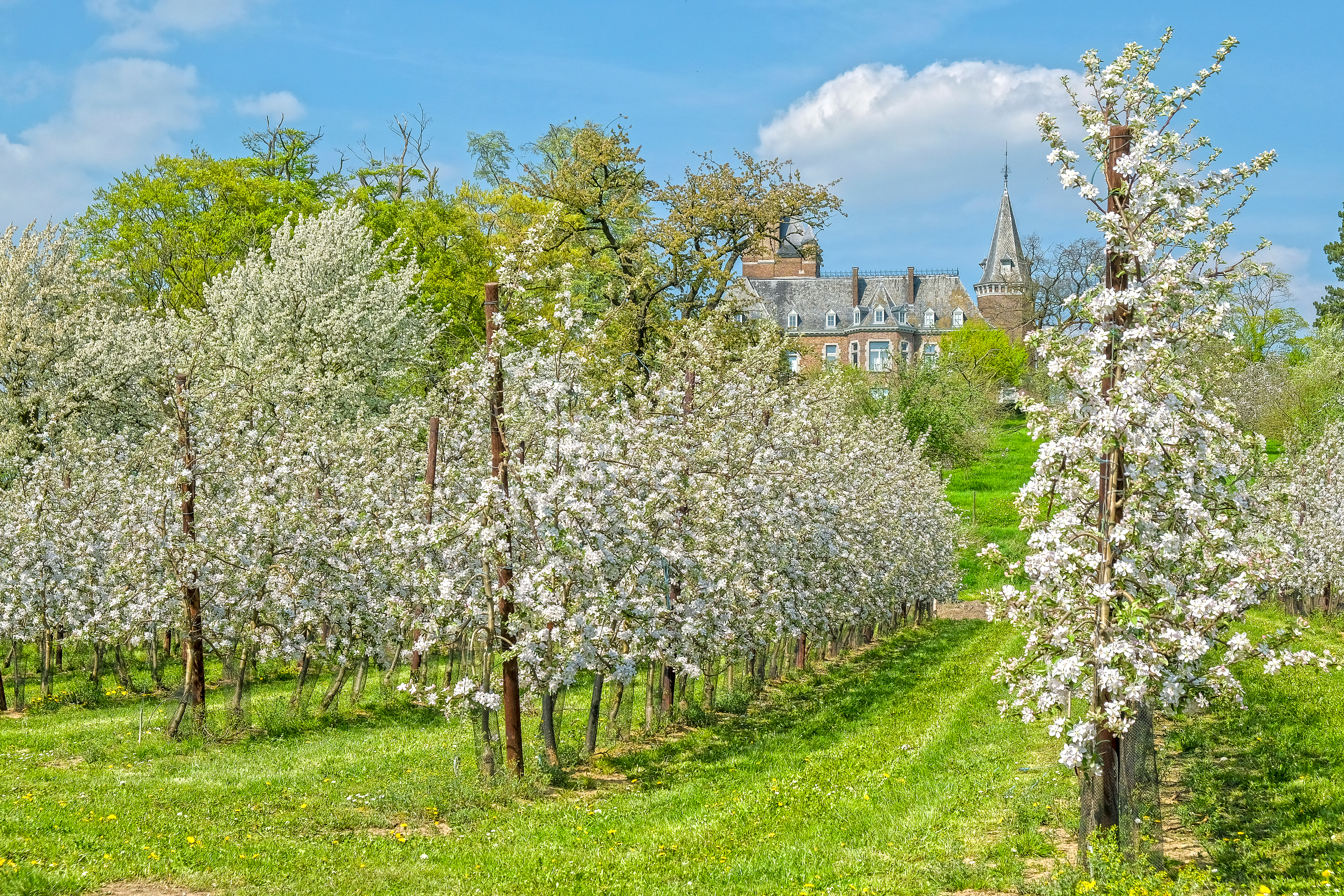
Äppleodling i de Fruitstreek.

Omloop van de Fruitstreek (nederländska) eller Circuit des régions fruitières (franska) var ett belgiskt endagslopp i landsvägscykling som avhölls från 1953 till 1976. Det hade start och mål i den flamländska kommunen Alken i provinsen Limburg (utom 1968) då start och mål låg i Runkst, Hasselt). Namnet, som betyder "fruktregionen runt", kommer från de många fruktodlingarna i Limburg.

## Podieplaceringar
| År   | Guld                   | Silver                  | Brons                 |
| 1953 | Martin Van Geneugden   |                         |                       |
| 1955 | Jan Storms             | Jozef Mariën            | Frans Gielen          |
| 1956 | Willy Vannitsen        | Rik Van Looy            | Jozef De Feyter       |
| 1957 | Willy Vannitsen        | Jozef Verachtert        | Leopold Schaeken      |
| 1958 | Leon Van Daele         | Roger Molenaers         | Frans Schoubben       |
| 1959 | Piet Oellibrandt       | Marcel Janssens         | Jaap Kersten          |
| 1960 | Martin Van Geneugden   | René Van Meenen         | Piet Damen            |
| 1961 | Martin Van Geneugden   | Joop Captein            | Jozef Verachtert      |
| 1962 | Roger De Coninck       | Jean-Baptiste Claes     | Théo Nijs             |
| 1963 | Willy Vannitsen        | Jo de Haan              | Joop Captein          |
| 1964 | Jozef Verachtert       | André Noyelle           | Jan Lauwers           |
| 1965 | Roger De Coninck       | Guillaume Van Tongerloo | Jo de Haan            |
| 1966 | Rik Van Looy           | Walter Remon            | Henk Cornelisse       |
| 1967 | Rik Van Looy           | Roger Verheyden         | Harm Ottenbros        |
| 1968 | Harry Steevens         | Julien Stevens          | Leo Duyndam           |
| 1969 | Walter Godefroot       | Julien Stevens          | Harm Ottenbros        |
| 1970 | Frans Verbeeck         | Alfons Scheys           | Edward Sels           |
| 1971 | Albert Van Vlierberghe | Fernand Hermie          | Peter Head            |
| 1972 | Gustaaf Van Roosbroeck | Jozef Abelshausen       | Ludo Van Der Linden   |
| 1973 | Marcel Omloop          | Jan Serpenti            | Leopold Van den Neste |
| 1974 | Jozef Abelshausen      | Daniel Pauwels          | Antoon Houbrechts     |
| 1975 | Geert Malfait          | Roger Loysch            | Herman Vrijders       |
| 1976 | Emiel Gysemans         | Daniel Verplancke       | Bas Hordijk           |